# 케슬러 증후군

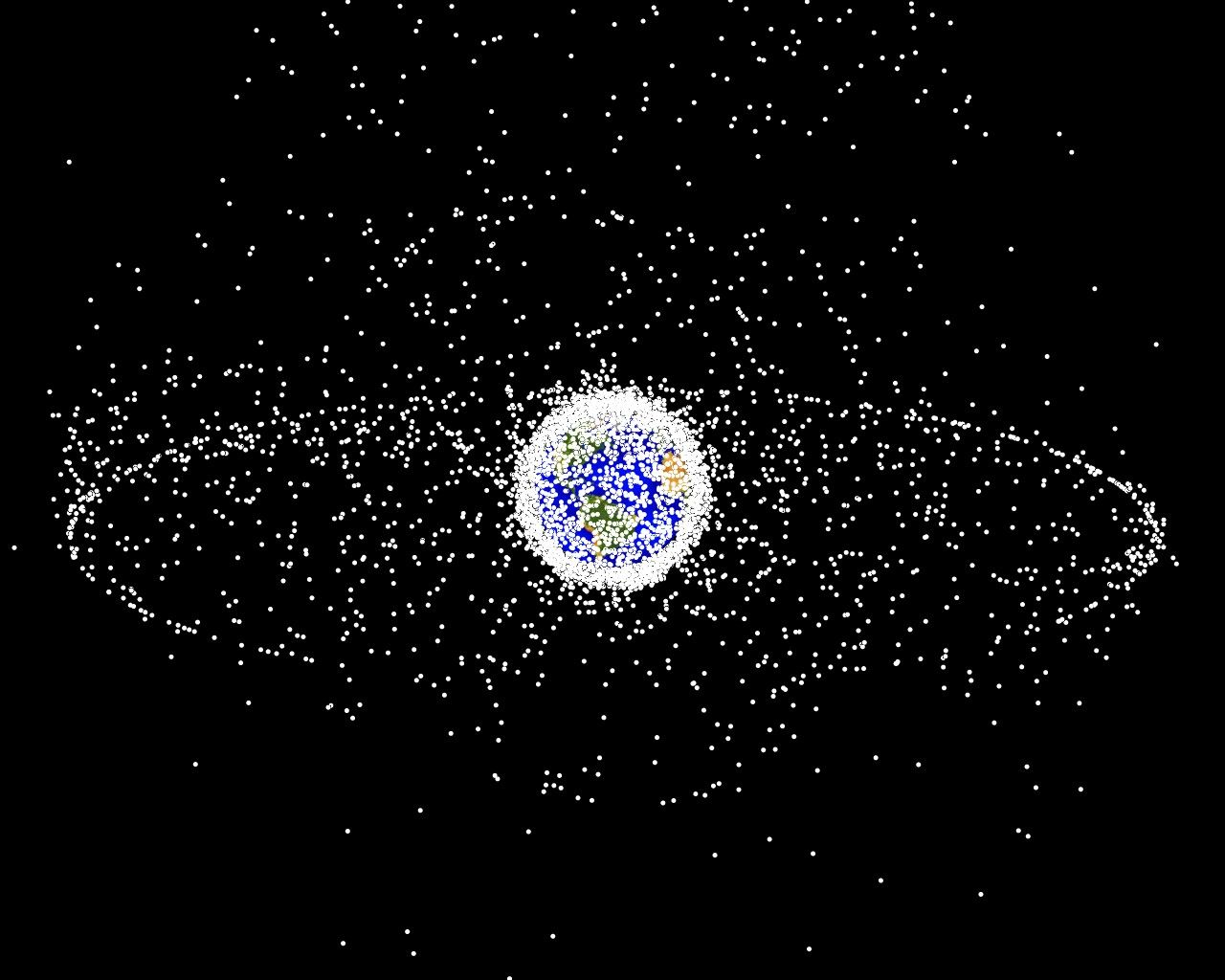

케슬러 증후군(Kessler syndrome), 또는 케슬러 효과(Kessler effect)란 미국 항공우주국 소속 과학자 도널드 J. 케슬러가 1978년에 제기한 최악의 시나리오이다. 이 시나리오에 따르면, 지구 저궤도의 물체 밀도가 어느 수준을 넘으면 물체들 사이에 충돌이 일어나게 되고, 이로 인해 발생하게 된 우주쓰레기 때문에 밀도가 또 높아져 충돌의 가능성이 계속 높아지게 된다. 그 결과 궤도상의 우주쓰레기들로 인해 우주 탐사가 불가능해지고, 심지어 오랜 세월 동안 인공위성을 사용할 수 없게 될 것이다.

## 우주쓰레기의 생성과 파괴
모든 인공위성, 우주탐사선, 유인우주선은 잠재적으로 우주쓰레기를 만들 수 있다. 궤도상의 인공위성의 수가 늘어나고, 낡은 인공위성이 못 쓰게 되면서 케슬러 증후군의 발생 가능성은 계속 높아진다.
무인우주선과 유인우주선 모두 가장 많이 사용하는 궤도는 지구 저궤도인데, 이 궤도의 고도는 충분히 낮기 때문에 공기 저항으로 인해 깨끗하게 정리될 수 있다. 이 고도 범위에서 일어나는 충돌 사건은 큰 문제가 되지는 않는다.
공기 저항이 유효하지 않은 고도에서는 궤도 감쇠가 훨씬 천천히 일어난다. 미약한 공기 저항, 달의 섭동, 태양풍 등이 우주쓰레기를 조금씩 낮은 고도로 이동시켜 파편이 대기 재돌입해 사라지게 만들겠지만, 매우 높은 고도에서 이 과정은 수천 년이 걸릴 것이다.

## 결과

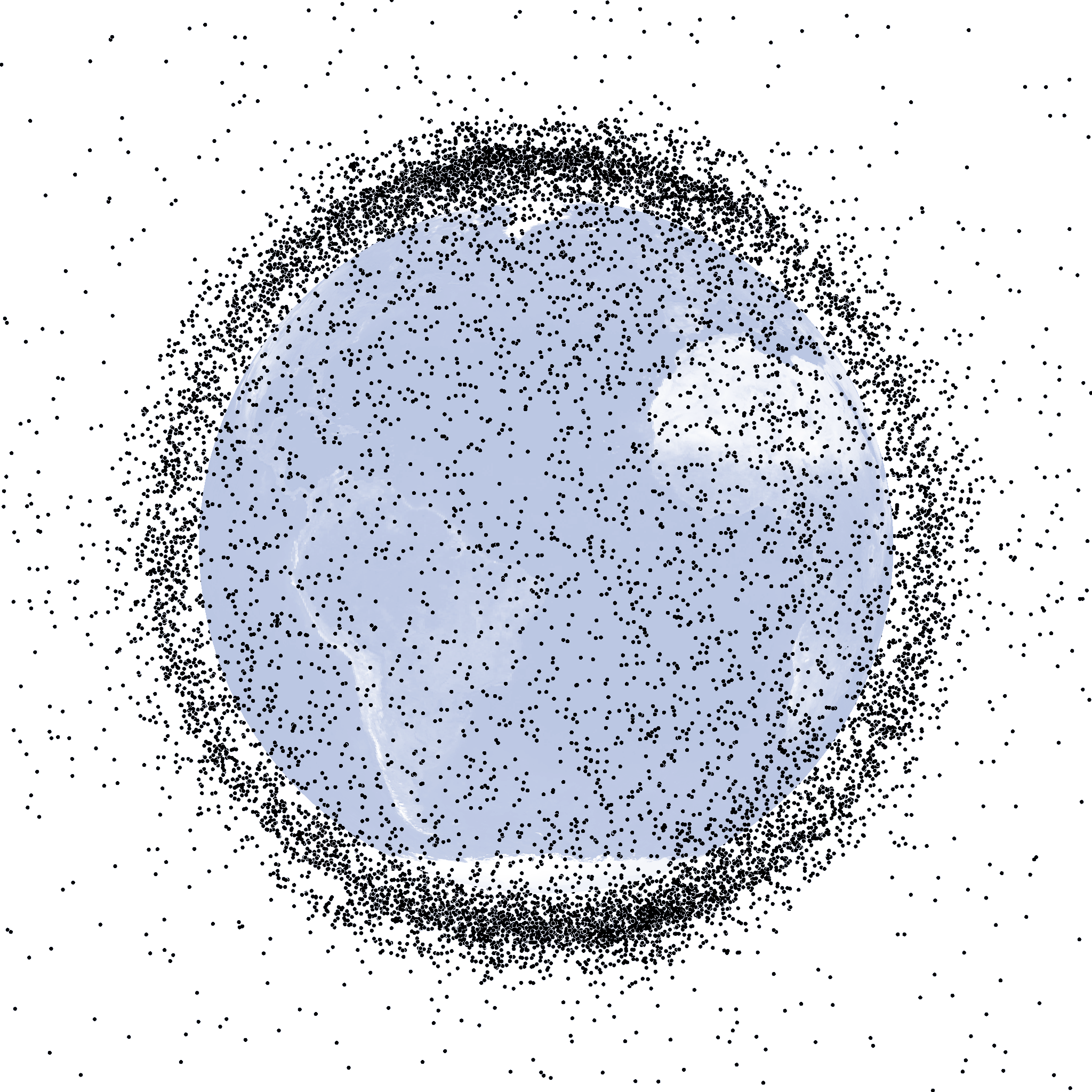
지구를 공전하는 우주쓰레기를 표시한 모형.

케슬러 증후군이 특히 무시무시한 이유는 종속고장(소위 도미노 효과)과 피드백 폭주 때문이다. 상당한 크기의 질량을 가진 물체들 사이의 충돌이 일어나면 충격력으로 우주쓰레기 파편이 만들어지고, 파편은 또다른 물체를 가격하여 더 많은 우주쓰레기를 만들어낸다. 충분히 큰 충돌 또는 폭발(예컨대 우주 정거장과 인공위성의 충돌 등)이 일어나거나, 우주 공간에서의 적대적 행위 등의 이유로 대규모의 우주쓰레기가 발생하면, 이 우주쓰레기들로 인해 지구 저궤도의 사용이 근본적으로 불가능해질 것이다.

## 대처법
신형 우주선 또는 인공위성의 설계자들은 근래 수명을 다한 우주선과 위성들이 안전하게 처리될 수 있는 방법을 강구할 것을 요구받고 있다. 이러한 방법의 예시로는 원격 조정하여 대기권 재진입하게 한다던가, 공동묘지 궤도로 쏘아 보내던가 하는 방법 등이 있다.
크기 1 cm ~ 10 cm 정도의 파편을 처리하기 위해 제안된 기술 중 하나로 레이저 빗자루가 있다. 지상에 멀티메가와트 수준의 레이저를 설치해서 파편을 궤도에서 밀어내는 것이다. 파편의 측면에 레이저가 입사하면 파편의 삭마가 일어나고, 그로 인해 밀쳐진 파편의 궤도 이심률이 변화하여 파편이 무해하게 재돌입할 수 있게 한다.

## 잠재적 촉발인자
엔비사트 위성은 2002년에 발사하여 궤도에 올려진 커다란 인공위성으로, 현재 작동하지 않고 있다. 질량은 8211 킬로그램이며 궤도 고도는 785 킬로미터이다. 이 궤도는 우주쓰레기 밀도가 가장 높은 구역이다. 매년 엔비사트에서 불과 200 미터 떨어진 곳을 두 개의 등록된 대형 우주쓰레기가 스치고 지나간다. 그리고 이 우주쓰레기의 수는 점점 늘어날 것으로 보인다. 이 위성이 해당 궤도에 계속 남아 있는 향후 150년 안에 충돌이 일어난다면, 엔비사트는 우주쓰레기의 주요 발생원이 될 것이다.

## 대중문화에서의 묘사
케슬러 현상은 켄 맥클라우드의 미래역사 소설 《스카이 로드》에 핵심 소재로 등장한다.
일본 만화 《플라네테스》는 2075년의 세계를 배경으로 우주쓰레기 수집팀의 이야기를 다루고 있다. ‘우주방위전선’ 테러리스트들이 우주정거장에 인공위성을 들이받아 케슬러 증후군을 일으킴으로써 우주의 자원을 통해 굴러가는 세계 경제를 마비시키려 한다.
2013년 개봉한 스릴러 영화 《그래비티》는 영화 내내 케슬러 현상이 벌어진다.

## 같이 보기
- ASM-135 ASAT: 1985년 시험된 인공위성 파괴용 미사일.
- 2007년 중국의 인공위성 파괴 미사일 실험
- 2009는 인공위성 충돌
- 공동묘지 궤도
- 레이저 빗자루
- P78-1
- SNAP-10A
- 우주쓰레기
- 우주손해책임조약

## 참고 자료
- Kessler, D (2009). “The Kessler Syndrome (As Discussed by Donald J. Kessler)”. 2010년 5월 27일에 원본 문서에서 보존된 문서. 2010년 5월 26일에 확인함.

- An article in the July 2009 issue of Popular Mechanics by Glenn Harlan Reynolds discusses the Kessler syndrome in regards to the February, 2009 satellite collision and how international law may need to address the problem to help prevent future incidents: Reynolds, G. H. (2009, July). Collision course. Popular Mechanics, p. 50-52.

- Kessler was featured in an article named, "The Looming Space Junk Crisis: It’s Time to Take Out the Trash," which appeared in the June 2010 issue of Wired Magazine.